# Barisis-aux-Bois

Barisis-aux-Bois este o comună în departamentul Aisne din nordul Franței. În 1 ianuarie 2022 avea o populație de 746 de locuitori.